# وادی الشلف
وادی الشلف (به عربی: وادي الشلف) یک رود در الجزایر است که در الجزایر واقع شده‌است.